# Église réformée de Vrbas
L'église réformée de Vrbas (en serbe cyrillique : Реформаторска црква у Врбасу ; en serbe latin : Reformatorska crkva u Vrbasu) est une église calviniste située à Vrbas, dans la province de Voïvodine et dans le district de Bačka méridionale en Serbie. Elle est inscrite sur la liste des monuments culturels de grande importance de la république de Serbie (identifiant no SK 1152).

## Présentation

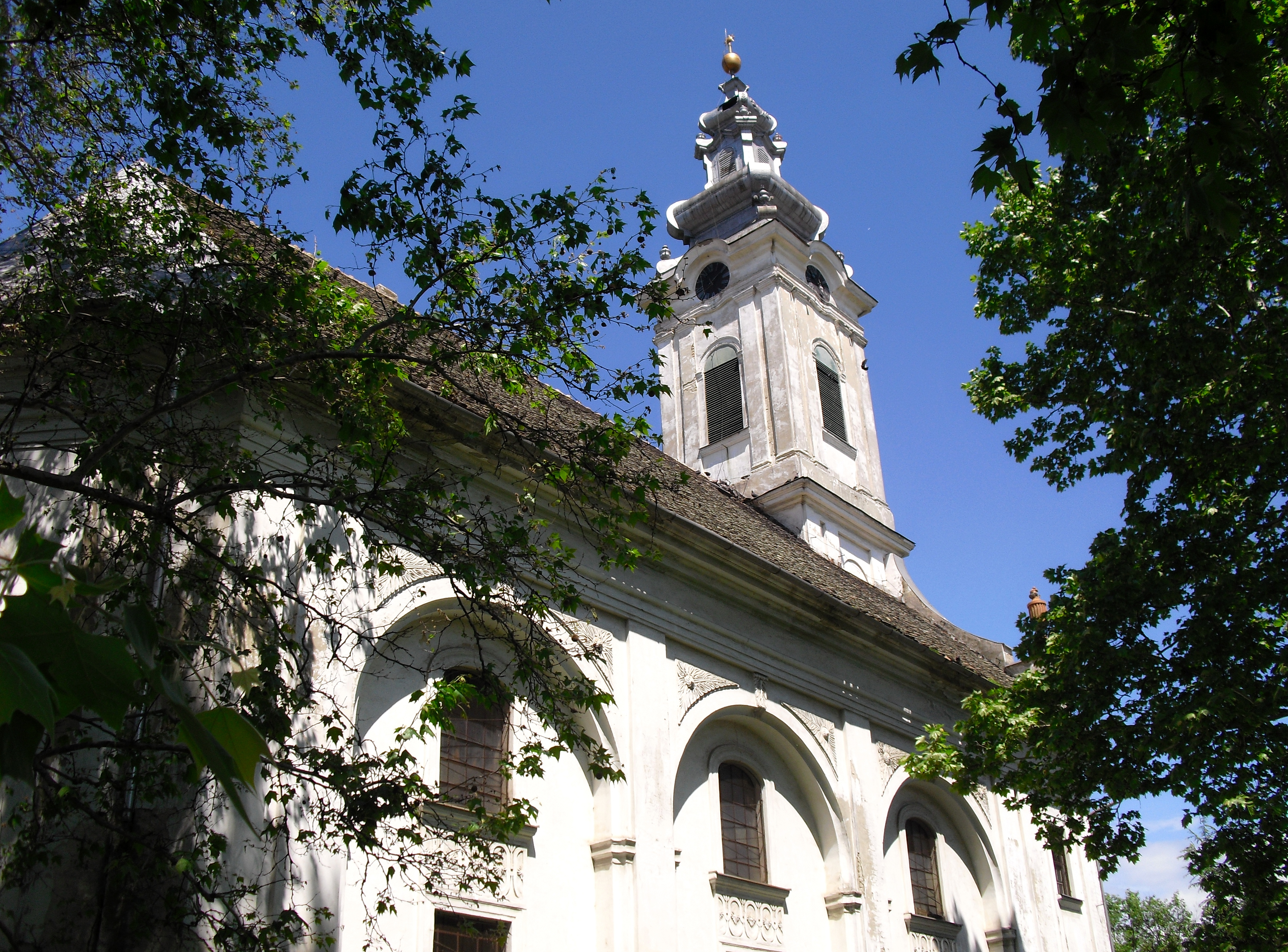
Autre vue de l'église

L'église a été construite entre 1822 et 1824 selon un projet de Jacob Neuschwender, un architecte de Kula. Elle est caractéristique du style néo-classique.
Elle est constituée d'une nef unique prolongée par une abside demi-circulaire aussi large que la nef ; l'espace est découpé en trois travées grâce à des pilastres aux chapiteaux profilés. Deux rangées de fenêtres intensifient la luminosité de l'édifice.
La façade occidentale est dominée par un clocher doté d'un haut chapeau en étain. Le portail principal est encadré par deux colonnes surmontées par des chapiteaux en forme de fleur de lotus. Au-dessus du portail se trouve un fronton triangulaire portant en son centre l'œil de la Providence.